# Schwetschkea formosica
Schwetschkea formosica là một loài Rêu trong họ Leskeaceae. Loài này được Cardot miêu tả khoa học đầu tiên năm 1905.